# Alliance Graphique Internationale
L'Alliance Graphique Internationale (AGI) è un'associazione élitaria internazionale fondata nel 1952 che riunisce i migliori grafici, designer e illustratori mondiali. A giugno 2023 fanno parte dell'AGI 512 grafici provenienti da 46 Paesi del mondo.
Ogni anno l'AGI organizza, in un paese e continente sempre diverso, una manifestazione-congresso internazionale in cui vengono esposti e dibattuti le tematiche riguardanti il Design Graphic.

## Storia
Nel 1951 cinque grafici, ovvero gli svizzeri Donald Brun e Fritz Buhler e i francesi Jean Colin, Jacques N. Garamond e Jean Picart Le Doux, decisero di formalizzare in un'associazione quella che era la loro amicizia e collaborazione lavorativa. Da quest'intenzione fu fondata a Parigi nel 1952 l'Alliance Graphique Internationale, con 65 membri iniziali provenienti da 10 Paesi del mondo. Nel 1969 la sede fu trasferita a Zurigo.
Intento dell'"Alleanza" era quello di promuovere il graphic design e accogliere tutti maggiori esponenti di questa professione.
I più grandi designer del mondo ne hanno fatto parte, tra cui: Raymond Savignac, Cassandre, Franciszek Starowieyski, Saul Bass, Paul Rand, Alan Fletcher, Massimo Vignelli, Ben Bos, Dick Bruna.

## Italia
Fanno parte di questa esclusiva organizzazione Pierluigi Cerri, Italo Lupi, Heinz Waibl, Leonardo Sonnoli, Paolo Tassinari, Mauro Bubbico, Piero Di Biase, Alberto Moreu, Silvana Amato, Martin Kerschbaumer, Thomas Kronbichler, Francesco Franchi, La Tigre: Luisa Milani e Walter Molteni. In passato han fatto parte anche i più grandi designer italiani: Bruno Munari, Franco Bassi, Egidio Bonfante, Erberto Carboni, Giulio Cittato, Giulio Confalonieri, Silvio Coppola, Franco Grignani, Emanuele Luzzati, Riccardo Manzi, Bob Noorda, Giovanni Pintori, Roberto Sambonet, Albe Steiner, Pierpaolo Vetta, Franco Balan, Mimmo Castellano, Walter Ballmer. L'attuale presidente del gruppo italiano AGI è Paolo Tassinari.

## Membri
| Nome                          | Paese                  | Anno d'iscrizione |
| ----------------------------- | ---------------------- | ----------------- |
| Michael Amzalag               | Francia                | 2020              |
| Mathias Augustyniak           | Francia                | 2020              |
| khaled El Ghayeb              | Italia                 | 1999              |
| Majid Abbasi                  | Iran                   | 2009              |
| Erik Adigard                  | Stati Uniti            | 2009              |
| Roland Aeschlimann            | Svizzera               | 1986              |
| Zak Kyes                      | Regno Unito            | 2019              |
| Sang-Soo Ahn                  | Sud Corea              | 1999              |
| José Albergaria               | Francia                | 2010              |
| Jorge Aldarete                | Argentina/Messico      | 2015              |
| Cordula Alessandri            | Austria                | 2003              |
| Hans-Ulrich Allemann          | Stati Uniti            | 1998              |
| Walter Allner                 | Stati Uniti            | 1962              |
| Yurdaer Altintas              | Turchia                | 2009              |
| Peter Andermatt               | Svizzera               | 1971              |
| Ian Anderson                  | Regno Unito            | 2010              |
| Gordon Andrews                | Australia              | 1969              |
| Samuel Antupit                | Stati Uniti            | 1974              |
| Masuteru Aoba                 | Giappone               | 1988              |
| Philippe Apeloig              | Francia                | 1997              |
| Robert Appleton               | Canada                 | 2001              |
| Dana Arnett                   | Stati Uniti            | 1998              |
| Antoine Audiau                | Francia                | 2012              |
| Bob Aufuldish                 | Stati Uniti            | 2011              |
| Paul Austin                   | Regno Unito            | 2010              |
| Kiyoshi Awazu                 | Giappone               | 1966              |
| Franco Balan                  | Italia                 | 1997              |
| André Baldinger               | Francia                | 2002              |
| Andreu Balius                 | Spagna                 | 2010              |
| Ludovic Balland               | Svizzera               | 2010              |
| Walter Ballmer                | Italia                 | 1970              |
| Marian Bantjes                | Canada                 | 2008              |
| Rik Bas Backer                | Francia                | 2010              |
| Saul Bass                     | Stati Uniti            | 1958              |
| Franco Bassi                  | Italia                 | 1970              |
| Ruedi Baur                    | Francia                | 1992              |
| Michael Baviera               | Svizzera               | 1998              |
| Edward Bawden                 | Regno Unito            | 1956              |
| Herbet Bayer                  | Stati Uniti            | 1954              |
| Lester Beall                  | Stati Uniti            | 1954              |
| Timothy Beard                 | Regno Unito            | 2011              |
| Anders Beckman                | Svezia                 | 1952              |
| Anthon Beeke                  | Paesi Bassi            | 1979              |
| Dirk Behage                   | Francia                | 2010              |
| Nick Bell                     | Regno Unito            | 2009              |
| Félix Beltrán                 | Messico                | 1974              |
| Ephram E. Benguiat            | Stati Uniti            | 1980              |
| Francis Bernard               | Francia                | 1954              |
| Pierre Bernard                | Francia                | 1987              |
| Polly Bertram                 | Svizzera               | 1997              |
| Xuefeng Bi                    | Cina                   | 2006              |
| John Bielenberg               | Stati Uniti            | 2002              |
| Michael S. Bierut             | Stati Uniti            | 1989              |
| Peter Bilak                   | Paesi Bassi            | 2006              |
| Joseph Binder                 | Stati Uniti            | 1954              |
| Heribert Birnbach             | Germania               | 2000              |
| Bruce Blackburn               | Stati Uniti            | 1981              |
| Karl Oskar Blase              | Germania               | 1963              |
| Bernard Blatch                | Norvegia               | 1993              |
| Andrew Blauvelt               | Stati Uniti            | 2007              |
| Nicholas Blechman             | Stati Uniti            | 2001              |
| R.O. Blechman                 | Stati Uniti            | 1975              |
| Walter Bohatsch               | Austria                | 1997              |
| Egidio Bonfante               | Italia                 | 1978              |
| Hermann Bongard               | Norvegia               | 1967              |
| Irma Boom                     | Paesi Bassi            | 1997              |
| Ben Bos                       | Paesi Bassi            | 1978              |
| Günter Karl Bose              | Germania               | 2000              |
| Pierre Boucher                | Francia                | 1952              |
| Paul Boudens                  | Belgio                 | 2008              |
| Michel Bouvet                 | Francia                | 1997              |
| Helmut Brade                  | Germania               | 2003              |
| Peter Bradford                | Stati Uniti            | 1974              |
| Erik Brandt                   | Stati Uniti            | 2012              |
| Pieter Brattinga              | Paesi Bassi            | 1975              |
| Erich Brechbühl               | Svizzera               | 2007              |
| Walter Breker                 | Germania               | 1956              |
| Tony Brook                    | Regno Unito            | 2006              |
| Peter Brookes                 | Regno Unito            | 1988              |
| James Brown                   | Australia              | 2013              |
| Donald Brun                   | Svizzera               | 1951              |
| Dick Bruna                    | Paesi Bassi            | 1978              |
| Wim Brusse                    | Paesi Bassi            | 1952              |
| Mayo Bucher                   | Svizzera               | 1997              |
| Stephan Bundi                 | Svizzera               | 2001              |
| Will Burtin                   | Stati Uniti            | 1955              |
| Andrew Byrom                  | Stati Uniti            | 2012              |
| Fritz Bühler                  | Svizzera               | 1951              |
| Feliks Büttner                | Germania               | 1993              |
| Georges Calame                | Svizzera               | 1967              |
| Mel Calman                    | Regno Unito            | 1974              |
| Margaret Calvert              | Regno Unito            | 1976              |
| Fang Cao                      | Cina                   | 2004              |
| Frederick Vincent Carabott    | Regno Unito            | 1968              |
| Ken Carbone                   | Stati Uniti            | 1997              |
| Erberto Carboni               | Italia                 | 1952              |
| Alois Carigiet                | Svizzera               | 1957              |
| Jean Carlu                    | Francia                | 1952              |
| Matthew Carter                | Stati Uniti            | 1978              |
| Jacqueline Casey              | Stati Uniti            | 1974              |
| A.M Cassandre                 | Francia                | 1955              |
| Mimmo Castellano              | Italia                 | 1981              |
| Dr Kenneth W. Cato AO         | Australia              | 1978              |
| Pierluigi Cerri               | Italia                 | 1985              |
| Alan Chan                     | -                      | 2014              |
| Alvin Chan                    | Paesi Bassi            | 2007              |
| Vladimir Chaïka               | Russia                 | 1999              |
| Ivan Chermayeff               | Stati Uniti            | 1978              |
| Seymour Chwast                | Stati Uniti            | 1975              |
| Roman Cieslewicz              | Francia                | 1966              |
| Giulio Cittato                | Italia                 | 1976              |
| Stephen Coates                | Regno Unito            | 1998              |
| Flavia Cocchi                 | Svizzera               | 2012              |
| Jean Colin                    | Francia                | 1951              |
| Paul Colin                    | Francia                | 1955              |
| Jeanette Collins              | Regno Unito            | 1977              |
| Giulio Confalonieri           | Italia                 | 1967              |
| Muriel Cooper                 | Stati Uniti            | 1983              |
| Silvio Coppola                | Italia                 | 1975              |
| Thomas Couderc                | -                      | 2014              |
| Paul Cox                      | Francia                | 2003              |
| Jeremy Coysten                | Regno Unito            | 2012              |
| Bart Crosby                   | Stati Uniti            | 1997              |
| Theo Crosby                   | Regno Unito            | 1966              |
| James Cross                   | Stati Uniti            | 1975              |
| Wim Crouwel                   | Paesi Bassi            | 1957              |
| Ronald Curchod                | Francia                | 2005              |
| Richard Danne                 | Stati Uniti            | 1974              |
| Louis Danziger                | Stati Uniti            | 1974              |
| Jean David                    | Israele                | 1957              |
| Paul Brooks Davis             | Stati Uniti            | 1974              |
| Michel De Boer                | Paesi Bassi            | 1998              |
| Rudolph De Harak              | Stati Uniti            | 1963              |
| Esther De Vries               | -                      | 2014              |
| Wout De Vringer               | Paesi Bassi            | 2002              |
| Lizá Defossez Ramalho         | Portogallo             | 2007              |
| Mike Dempsey                  | Regno Unito            | 1998              |
| Marion Deuchars               | Regno Unito            | 2000              |
| Alexandre Dimos               | -                      | 2014              |
| Theo Dimson                   | Canada                 | 1977              |
| Bob Dinetz                    | Stati Uniti            | 2004              |
| Pierre DiSciullo              | Francia                | 2010              |
| Lou Dorfsman                  | Stati Uniti            | 1955              |
| Stephen Doyle                 | Stati Uniti            | 1996              |
| William Drenttel              | Stati Uniti            | 2010              |
| Markus Dressen                | Germania               | 2004              |
| Jacques Dubois                | Francia                | 1952              |
| Gert Dumbar                   | Paesi Bassi            | 1978              |
| Sonya Dyakova                 | Regno Unito            | 2013              |
| Tatsuo Ebina                  | Giappone               | 2001              |
| Tom Eckersley                 | Regno Unito            | 1952              |
| Heinz Edelmann                | Germania               | 1963              |
| Hermann M. Eggmann            | Svizzera               | 1972              |
| Rick Eiber                    | Stati Uniti            | 1997              |
| Hermann Eidenbenz             | Svizzera               | 1952              |
| Olle Eksell                   | Svezia                 | 1952              |
| Dick Elffers                  | Paesi Bassi            | 1952              |
| Garry W. Emery                | Australia              | 1978              |
| Klaus Ensikat                 | Germania               | 1993              |
| Bülent Erkmen                 | Turchia                | 1998              |
| Mario Eskenazi                | Spagna                 | 1997              |
| Simon Esterson                | Regno Unito            | 1998              |
| Roger Excoffon                | Francia                | 1952              |
| Oded Ezer                     | Israele                | 2009              |
| Hans Fabigan                  | Austria                | 1965              |
| Germano Facetti               | Regno Unito            | 1966              |
| Sara Fanelli                  | Regno Unito            | 2000              |
| Kiko Farkas                   | Brasile                | 2006              |
| Ben Faydherbe                 | Paesi Bassi            | 2002              |
| Gene Federico                 | Stati Uniti            | 1960              |
| Diego Feijóo                  | Spagna                 | 2013              |
| Mário Feliciano               | Portogallo             | 2009              |
| Isidro Ferrer                 | Spagna                 | 2000              |
| Dieter Feseke                 | Germania               | 2003              |
| Detlef Fiedler                | Germania               | 2000              |
| Louise Fili                   | Stati Uniti            | 1998              |
| Enzo Finger                   | Norvegia               | 1993              |
| Jeffrey Fisher                | Regno Unito            | 1996              |
| Gilles Fiszman                | Belgio                 | 1974              |
| Willy Fleckhaus               | Germania               | 1976              |
| Josef Flejšar                 | Repubblica Ceca        | 1981              |
| Allan Robb Fleming            | Canada                 | 1974              |
| Alan Fletcher                 | Regno Unito            | 1966              |
| Karin Fong                    | Stati Uniti            | 2001              |
| Colin Forbes                  | Stati Uniti            | 1966              |
| Francesco Franchi             | Italia                 | 2019              |
| André François                | Francia                | 1952              |
| Barnett Freedman              | Regno Unito            | 1952              |
| Tobias Frere-Jones            | Stati Uniti            | 2014              |
| Vince Frost                   | Regno Unito            | 2001              |
| Adrian Frutiger               | Svizzera               | 1980              |
| Shigeo Fukuda                 | Giappone               | 1979              |
| Osamu Fukushima               | Giappone               | 2012              |
| Paul Marcus Fuog              | Australia              | 2017              |
| Martin Gaberthüel             | Svizzera               | 1998              |
| Louis Gagnon                  | Canada                 | 2010              |
| Jacques Nathan Garamond       | Francia                | 1951              |
| Ken Garland                   | Regno Unito            | 2013              |
| Christof Gassner              | Germania               | 1988              |
| Reinhard Gassner              | Austria                | 2000              |
| Pierre Gauchat                | Svizzera               | 1952              |
| Martin Gavler                 | Svezia                 | 1952              |
| Tom Geismar                   | Stati Uniti            | 1975              |
| K. Domenic Geissbühler        | Svizzera               | 1968              |
| Steff Geissbühler             | Stati Uniti            | 1980              |
| David Gentleman               | Regno Unito            | 1972              |
| Michael Gericke               | Stati Uniti            | 1998              |
| Stephen Gilmore               | Regno Unito            | 2012              |
| George Giusti                 | Stati Uniti            | 1955              |
| Milton Glaser                 | Stati Uniti            | 1975              |
| Keith Godard                  | Stati Uniti            | 1997              |
| James Goggin                  | Stati Uniti            | 2010              |
| Carin Goldberg                | Stati Uniti            | 1998              |
| Andrew Goldstein              | Germania               | 2012              |
| Jeffrey Goldstein             | Germania               | 2012              |
| Tomás Gonda                   | Stati Uniti            | 1980              |
| Nikki Gonnissen               | Paesi Bassi            | 2012              |
| Baruch Gorkin                 | Stati Uniti            | 2001              |
| Fritz Gottschalk              | Svizzera               | 1975              |
| Mark Gowing                   | Australia              | 2013              |
| Milner Gray                   | Regno Unito            | 1952              |
| J. Malcolm Grear              | Stati Uniti            | 1998              |
| Robert M. Greenberg           | Stati Uniti            | 1994              |
| April Greiman                 | Stati Uniti            | 1985              |
| Franco Grignani               | Italia                 | 1952              |
| Frieder Grindler              | Germania               | 1976              |
| Joost Grootens                | Paesi Bassi            | 2010              |
| Yu Guang                      | -                      | 2014              |
| Chengcheng Guo                | -                      | 2013              |
| Igor Gurovich                 | Russia                 | 2013              |
| Fernando Gutiérrez            | Regno Unito            | 1997              |
| Stefan Guzy                   | Germania               | 2016              |
| O.H.W Hadank                  | Germania               | 1955              |
| Helfried Hagenberg            | Germania               | 1999              |
| Ebrahim Haghighi              | Iran                   | 2001              |
| Jiaying Han                   | Cina                   | 2007              |
| Aage Sikker Hansen            | Danimarca              | 1952              |
| Kenya Hara                    | Giappone               | 2001              |
| Rolf P. Harder                | Canada                 | 1974              |
| George Hardie                 | Regno Unito            | 1994              |
| Hans Hartmann                 | Svizzera               | 1958              |
| Niels Hartmann                | Danimarca              | 1967              |
| Julia Hasting                 | Stati Uniti            | 2000              |
| Kazunari Hattori              | Giappone               | 2011              |
| Daniela Haufe                 | Germania               | 2000              |
| Ashley Havinden               | Regno Unito            | 1952              |
| Luke Hayman                   | Stati Uniti            | 2011              |
| Jianping He                   | Germania               | 2005              |
| Jun He                        | Cina                   | 2008              |
| Yiyang Hei                    | Cina                   | 2012              |
| Jessica Helfand               | Stati Uniti            | 2010              |
| Steven Heller                 | Stati Uniti            | 2010              |
| F.H.K Henrion                 | Regno Unito            | 1952              |
| Walter Herdeg                 | Svizzera               | 1952              |
| Richard Hess                  | Stati Uniti            | 1972              |
| Fons Hickmann                 | Germania               | 2004              |
| Ernst Hiestand                | Svizzera               | 1968              |
| Ursula Hiestand               | Svizzera               | 1968              |
| David Hillman                 | Stati Uniti            | 1976              |
| Hans Hillmann                 | Germania               | 1961              |
| George Him                    | Regno Unito            | 1952              |
| Kit Hinrichs                  | Stati Uniti            | 1990              |
| Keiko Hirano                  | Giappone               | 2011              |
| Hara Hiromu                   | Giappone               | 1966              |
| Masaaki Hiromura              | Giappone               | 2012              |
| Hans Peter Hoch               | Germania               | 1974              |
| Armin Hofmann                 | Svizzera               | 1967              |
| Paul Hogarth                  | Regno Unito            | 1969              |
| Max Huber                     | Svizzera               | 1958              |
| Lam Hung                      | Cina                   | 2011              |
| Thomas Huot-Marchand          | Francia                | 2010              |
| Allen Hurlburt                | Regno Unito            | 1972              |
| Angus Hyland                  | Regno Unito            | 1999              |
| Takenobu Igarashi             | Giappone               | 1981              |
| Melchior Imboden              | Svizzera               | 1998              |
| Alexander Isley               | Stati Uniti            | 1998              |
| Norman Ives                   | Stati Uniti            | 1967              |
| Marcel Jacno                  | Francia                | 1952              |
| Jonathon Jeffrey              | Regno Unito            | 2011              |
| Werner Jeker                  | Svizzera               | 1989              |
| Radovan Jenko                 | Slovenia               | -                 |
| Hua Jiang                     | Cina                   | 2006              |
| Dan Jonsson                   | Svezia                 | 1981              |
| Alex(ander) Jordan            | Francia                | 1989              |
| Maira Kalman                  | Stati Uniti            | 2007              |
| Tibor Kalman                  | Stati Uniti            | 1996              |
| Yusku Kamekura                | Giappone               | 1955              |
| Tai-Keung Kan                 | Cina                   | 1997              |
| Herbert W. Kapitzki           | Germania               | 1958              |
| Sadik Karamustafa             | Turchia                | 1997              |
| Hjalti Karlsson               | Stati Uniti            | 2009              |
| Kaoru Kasai                   | Giappone               | 2006              |
| Aimo Katajamäki               | Finlandia              | 2013              |
| Mitsuo Katsui                 | Giappone               | 1984              |
| Michalis Katzourakis          | Grecia                 | 1968              |
| Pat Keely                     | Regno Unito            | 1952              |
| Johnny Kelly                  | Irlanda                | 2012              |
| Itoh Kenji                    | Giappone               | 1966              |
| Sano Kenjiro                  | Giappone               | 2013              |
| Frith Kerr                    | Regno Unito            | 2011              |
| Martin Kerschbaumer           | Italia                 | 2018              |
| Erik Kessels                  | Paesi Bassi            | 2012              |
| Chip Kidd                     | Stati Uniti            | 1998              |
| Günther Kieser                | Germania               | 1963              |
| Atsuki Kikuchi                | -                      | 2014              |
| Do-hyung Kim                  | Corea                  | 2012              |
| Jock Kinneir                  | Regno Unito            | 1976              |
| Max Kisman                    | Paesi Bassi            | 2002              |
| Issay Kitagawa                | Giappone               | 2001              |
| Alan Kitching                 | Regno Unito            | 1994              |
| Peter Knapp                   | Francia                | 1989              |
| René Knip                     | Paesi Bassi            | 2005              |
| Jacques Koeweiden             | Paesi Bassi            | 1997              |
| Takashi Kono                  | Giappone               | 1961              |
| Elisabeth Kopf                | Austria                | 2006              |
| Stanislav Kovář               | Repubblica Ceca        | 1969              |
| Burton Kramer                 | Canada                 | 1974              |
| Thomas Kronbichler            | Italia                 | 2018              |
| Henrik Kubel                  | Regno Unito            | 2007              |
| Willi Kunz                    | Stati Uniti            | 1998              |
| Mervyn Kurlansky              | Danimarca              | 1970              |
| Björn Kusoffsky               | Svezia                 | 2000              |
| Ruedi Külling                 | Svizzera               | 1968              |
| David Lancashire              | Australia              | 1996              |
| Eric Lancaster                | Francia                | 1952              |
| Admin Last                    | -                      | -                 |
| Freeman Lau Siu Hong          | Cina                   | 2002              |
| Roger Law                     | Regno Unito            | 1994              |
| Alain Le Quernec              | Francia                | 1989              |
| Matthew Leibowitz             | Stati Uniti            | 1955              |
| Jan Lenica                    | Polonia                | 1956              |
| Anette Lenz                   | Francia                | 1999              |
| Michel Lepetitdidier          | Francia                | 2003              |
| Jeremy Leslie                 | Regno Unito            | 2011              |
| Herbert Leupin                | Svizzera               | 1952              |
| Jean-Benoit Levy              | Svizzera               | 1998              |
| Jan Lewitt                    | Regno Unito            | 1952              |
| Tommy Li                      | Cina                   | 2004              |
| Stig Lindberg                 | Svezia                 | 1952              |
| Rico Lins                     | Brasile                | 1997              |
| Leo Lionni                    | Stati Uniti            | 1955              |
| Domenic Lippa                 | Regno Unito            | 2005              |
| Zhizhi Liu                    | Cina                   | -                 |
| Flemming Ljorring             | Danimarca              | 1980              |
| Sascha Lobe                   | Germania               | 2009              |
| Uwe Loesch                    | Germania               | 1988              |
| Celso Longo                   | Brasile                | 2013              |
| Helmut Lortz                  | Germania               | 1954              |
| Charles Loupot                | Francia                | 1955              |
| Jingren Lu                    | Cina                   | 2006              |
| Herbert Lubalin               | Stati Uniti            | 1960              |
| Chi Cheong Luk                | Cina                   | 2012              |
| Italo Lupi                    | Italia                 | 1981              |
| Alvin Lustig                  | Stati Uniti            | 1955              |
| Hans-Rudolf Lutz              | Svizzera               | 1992              |
| Emanuele Luzzati              | Italia                 | 1972              |
| Huimin Ma                     | -                      | -                 |
| Michael Mabry                 | Stati Uniti            | 2000              |
| Laurence Madrelle             | Francia                | 1994              |
| Alejandro Magallanes          | Messico                | 2004              |
| P. Scott Makela               | Stati Uniti            | 1997              |
| Jean-Dennis Malclès           | Francia                | 1952              |
| Eduardo Manso                 | Spagna                 | 2010              |
| Riccardo Manzi                | Italia                 | 1956              |
| Javier Mariscal               | Spagna                 | 1995              |
| Carlos Augusto Martins Lacaz  | Brasile                | 2010              |
| Pablo Martín                  | Spagna                 | 2000              |
| Les Mason                     | Australia              | 1975              |
| John Massey                   | Stati Uniti            | 1967              |
| Robert Massin                 | Francia                | 2001              |
| Keizo Matsui                  | Giappone               | 1997              |
| Shin Matsunaga                | Giappone               | 1988              |
| Kei Matsushita                | Giappone               | 2003              |
| Herbert Matter                | Stati Uniti            | 1955              |
| Holger Matthies               | Germania               | 1976              |
| John McConnell                | Regno Unito            | 1975              |
| Katherine McCoy               | Stati Uniti            | 1986              |
| Edward McKnight Kauffer       | Regno Unito            | 1952              |
| Fernando Medina               | Spagna                 | 1979              |
| Peter Megert                  | Svizzera               | 1974              |
| Fanette Mellier               | -                      | 2014              |
| Pierre Mendell                | Germania               | 1980              |
| Peter Mendelsund              | Stati Uniti            | 2012              |
| Saed Meshki                   | Iran                   | 2002              |
| Frédéric Metz                 | Canada                 | 1998              |
| Rudi Meyer                    | Francia                | 1993              |
| Anthony Michael               | Regno Unito            | 1998              |
| Gérard Miedinger              | Svizzera               | 1970              |
| James Miho                    | Stati Uniti            | 1995              |
| Tomoko Miho                   | Stati Uniti            | 1974              |
| Paul Mijksenaar               | Paesi Bassi            | 2013              |
| Ken Miki                      | Giappone               | 1998              |
| Armando P. Milani             | Italia                 | 1981              |
| J. Abbott Miller              | Stati Uniti            | 1998              |
| Philippe Millot               | Francia                | 2000              |
| Etienne Mineur                | Francia                | 2000              |
| Jan Mlodozeniec               | Polonia                | 1974              |
| Morteza Momayez               | Iran                   | 1977              |
| Bruno Monguzzi                | Italia                 | 1979              |
| Isolde Monson-Baumgart        | Germania               | 1976              |
| Germán Montalvo Aguilar       | Messico                | 1997              |
| John Morgan                   | Regno Unito            | 2011              |
| Antonio Morillas i Verdura    | Spagna                 | 1966              |
| Jennifer Morla                | Stati Uniti            | 1998              |
| Peter Moser                   | Svizzera               | 2000              |
| Jósef Mrosczak                | Polonia                | 1966              |
| Hamish Muir                   | Regno Unito            | 2004              |
| Bruno Munari                  | Italia                 | 1952              |
| Martti Mykkänen               | Finlandia              | 1966              |
| Lars Müller                   | Svizzera               | 1993              |
| Rolf Müller                   | Germania               | 1976              |
| Josef Müller-Brockmann        | Svizzera               | 1952              |
| Kazufumi Nagai                | Giappone               | 2011              |
| Kazumasa Nagai                | Giappone               | 1966              |
| Keisuke Nagatomo              | Giappone               | 2001              |
| Hideki Nakajima               | Giappone               | 1998              |
| Makoto Nakamura               | Giappone               | 1985              |
| Flávia Nalon                  | Brasile                | 2013              |
| Stephanie Nash                | Regno Unito            | 1998              |
| Andreas Netthoevel            | Svizzera               | 1998              |
| Hans Neuburg                  | Svizzera               | 1967              |
| Yung-Chen Nieh                | Taiwan (Taipei cinese) | 2012              |
| Christoph Niemann             | Stati Uniti            | 1999              |
| Richard Niessen               | -                      | 2014              |
| Minoru Niijima                | Giappone               | 1998              |
| Erik Nitsche                  | Stati Uniti            | 1964              |
| Bob Noorda                    | Italia                 | 1966              |
| Finn Nygaard                  | Danimarca              | 1997              |
| Henrik Nygren                 | -                      | 2014              |
| Sabina Oberholzer             | Svizzera               | 1997              |
| Siegfried Odermatt            | Svizzera               | 1974              |
| Justus Oehler                 | Germania               | 2003              |
| Tadashi Ohashi                | Giappone               | 1966              |
| Hiroshi Ohchi                 | Giappone               | 1955              |
| Bruno Oldani                  | Norvegia               | 1976              |
| Vaughan Oliver                | Regno Unito            | 2012              |
| Clotilde Olyff                | Belgio                 | 2004              |
| Michel Olyff                  | Belgio                 | 1962              |
| Anukam Edward Opara           | Stati Uniti            | 2011              |
| István Orosz                  | Ungheria               | 2003              |
| Anders Osterlin               | Svezia                 | 1959              |
| Nicolaus Ott                  | Germania               | 1997              |
| R.D.E. Oxenaar                | Paesi Bassi            | 1978              |
| Julian Palka                  | Polonia                | 1956              |
| Gábor Palotai                 | Svezia                 | 2002              |
| Kum-jun Park                  | Sud Corea              | 2008              |
| Ben Parker                    | Regno Unito            | 2010              |
| Alejandro Paul                | Argentina              | 2011              |
| Arthur Paul                   | Stati Uniti            | 1978              |
| Harry Pearce                  | Regno Unito            | 2005              |
| David Pearson                 | Regno Unito            | 2012              |
| Harry Peccinotti              | Francia                | 1975              |
| Alan Peckolick                | Stati Uniti            | 1978              |
| B. Martin Pedersen            | Stati Uniti            | 1987              |
| Remy Peignot                  | Francia                | 1957              |
| Sean Perkins                  | Regno Unito            | 2010              |
| Giorgio Pesce                 | Svizzera               | 2003              |
| Michael Peters                | Regno Unito            | 1979              |
| Thom Pfister                  | Svizzera               | 2011              |
| Roger Pfund                   | Svizzera               | 1981              |
| Felix Pfäffli                 | Svizzera               | 2013              |
| Volker Pfüller                | Germania               | 1997              |
| Celestino Piatti              | Svizzera               | 1957              |
| Jean Picart le Doux           | Francia                | 1951              |
| David Pidgeon                 | Australia              | 2006              |
| Kari Piippo                   | Finlandia              | 1997              |
| Cipe Pineles-Burtin           | Stati Uniti            | 1955              |
| Giovanni Pintori              | Italia                 | 1952              |
| Woody T. Pirtle               | Stati Uniti            | 1980              |
| Josep Pla-Narbona             | Spagna                 | 1963              |
| David Plunkert                | Stati Uniti            | 2011              |
| Santiago Pol                  | Venezuela              | 1997              |
| Dean Poole                    | Nuova Zelanda          | 2010              |
| Hans-Georg Pospischil         | Germania               | 1988              |
| Fábio Prata                   | Brasile                | 2013              |
| Robert Probst                 | Stati Uniti            | 1997              |
| Matt Pyke                     | Regno Unito            | 2009              |
| Jan Rajlich sen.              | -                      | -                 |
| Jan Rajlich                   | Repubblica Ceca        | 1981              |
| Gunter Rambow                 | Germania               | 1974              |
| Elaine Ramos                  | Brasile                | 2012              |
| Michael Rand                  | Regno Unito            | 1976              |
| Hermann Rastorfer             | Austria                | 1966              |
| Brian Rea                     | Stati Uniti            | 2012              |
| Artur Rebelo                  | Portogallo             | 2007              |
| Hans Dieter Reichert          | Regno Unito            | 2003              |
| Edgar Reinhard                | Svizzera               | 1982              |
| Dan Reisinger                 | Israele                | 1970              |
| Lex Reitsma                   | Paesi Bassi            | 1997              |
| Roger R. Remington            | Regno Unito            | 2012              |
| Jacques Richez                | Belgio                 | 1952              |
| Jean Robert                   | Svizzera               | 1986              |
| Lucienne Roberts              | Regno Unito            | 2013              |
| Ernst Roch                    | Canada                 | 1974              |
| Gabriela Rodriguez Valencia   | Messico                | 1998              |
| Sarah Rosenbaum               | Norvegia               | 1993              |
| David Ruiz                    | Spagna                 | 1997              |
| John Rushworth                | Regno Unito            | 1994              |
| Marte Röling                  | Paesi Bassi            | 1978              |
| Ruedi Rüegg                   | Svizzera               | 1971              |
| Mehdi Saeedi                  | Stati Uniti-IRAN       | 2017              |
| Guy Saggee                    | Israele                | 2012              |
| Stefan Sagmeister             | Stati Uniti            | 1998              |
| Paul Sahre                    | Stati Uniti            | 2005              |
| Makoto Saito                  | Giappone               | 1994              |
| Arnold Saks                   | Stati Uniti            | 1968              |
| Roberto Sambonet              | Italia                 | 1975              |
| Willem Sandberg               | Paesi Bassi            | 1952              |
| Kashiwa Sato                  | Giappone               | 2011              |
| Koichi Sato                   | Giappone               | 1988              |
| U. G. Sato                    | Giappone               | 1998              |
| Taku Satoh                    | Giappone               | 1998              |
| Raymond Savignac              | Francia                | 1952              |
| Peter Saville                 | Regno Unito            | 2011              |
| Yasuhiro Sawada               | Giappone               | 2001              |
| Gerald Scarfe                 | Regno Unito            | 1988              |
| Clemens Theobert Schedler     | Austria                | 1998              |
| Paula Scher                   | Stati Uniti            | 1993              |
| Hans Schleger                 | Regno Unito            | 1952              |
| Georg Schmid                  | Austria                | 1963              |
| Helmut Schmid                 | Germania               | 1988              |
| Max Schmidt                   | Svizzera               | 1967              |
| Gerwin Schmidt                | Germania               | 2003              |
| Hans Günter Schmitz           | Germania               | 1997              |
| Niels Schrader                | Paesi Bassi            | 2010              |
| Ralph Schraivogel             | Paesi Bassi            | 1995              |
| Jurriaan Schrofer             | Paesi Bassi            | 1966              |
| Arnold Schwartzman            | Stati Uniti            | 1974              |
| Ronald Searle                 | Regno Unito            | 2003              |
| James Sebastian               | Stati Uniti            | 1998              |
| Serge Serov                   | Russia                 | 2013              |
| Chen Shaohua                  | Cina                   | 2000              |
| Adrian Shaughnessy            | Regno Unito            | 2011              |
| Imatake Shihiro               | Giappone               | 1957              |
| Ghobad Shiva                  | Iran                   | 2001              |
| Mariano Sigal                 | Argentina              | 2014              |
| Jorge Silva                   | Portogallo             | 2011              |
| António Silveira Gomes        | Portogallo             | 2010              |
| Louis Silverstein             | Stati Uniti            | 1969              |
| Nancy Skolos                  | Stati Uniti            | 1998              |
| Finn Sködt                    | Danimarca              | 1997              |
| David Smith                   | Irlanda                | 2010              |
| Edo Smitshuijzen              | Paesi Bassi            | 1988              |
| Leslie Smolan                 | Stati Uniti            | 1997              |
| Lanny Sommese                 | Stati Uniti            | 1998              |
| Xiewei Song                   | Cina                   | 2003              |
| Leonardo Sonnoli              | Italia                 | 2000              |
| Alvaro Sotillo                | Venezuela              | 1997              |
| Kris Sowersby                 | Nuova Zelanda          | 2013              |
| Ariane Spanier                | Germania               | 2013              |
| Herbert Spencer               | Regno Unito            | 1966              |
| Todd St. John                 | -                      | 2014              |
| Anton Stankowski              | Germania               | 1956              |
| Franciszek Starowieyski       | Polonia                | 1966              |
| Astrid Stavro                 | Spagna                 | 2010              |
| Bernard Stein                 | Germania               | 1997              |
| Albe Steiner                  | Italia                 | 1955              |
| Heiri Steiner                 | Svizzera               | 1952              |
| Henry Steiner                 | Cina                   | 1980              |
| Jennifer Sterling             | Stati Uniti            | 2000              |
| André Stolarski               | Brasile                | 2012              |
| Swip Stolk                    | Paesi Bassi            | 2000              |
| Shinnoske Sugisaki            | Giappone               | 2001              |
| Jaroslav Sura                 | Repubblica Ceca        | 1981              |
| Yuri Surkov                   | Russia                 | 2000              |
| Deborah Sussman               | Stati Uniti            | 1985              |
| Josef Svoboda                 | Repubblica Ceca        | 1968              |
| Waldemar Swierzy              | Polonia                | 1966              |
| Fumio Tachibana               | Giappone               | 2006              |
| Ikko Tanaka                   | Giappone               | 1966              |
| David Tartakover              | Israele                | 1998              |
| Paolo Tassinari               | Italia                 | 2005              |
| Tiit Telmet                   | Canada                 | 1998              |
| Lucille Tenazas               | Stati Uniti            | 1998              |
| Evelyn ter Bekke              | Francia                | 2010              |
| Frédéric Teschner             | Francia                | 2010              |
| Patrick Thomas                | Regno Unito            | 2005              |
| Bradbury Thompson             | Stati Uniti            | 1955              |
| Peter Till                    | Regno Unito            | 1998              |
| Rosmarie Tissi                | Svizzera               | 1974              |
| Henryk Tomaszewski            | Polonia                | 1957              |
| Feliks Topolski               | Regno Unito            | 1956              |
| Pino Tovaglia                 | Italia                 | 1967              |
| Daniel Trench                 | Brasile                | 2013              |
| Otto Treumann                 | Paesi Bassi            | 1952              |
| Alex Trochut                  | Spagna                 | 2011              |
| Fred Troller                  | Stati Uniti            | 1974              |
| Annik Troxler                 | Svizzera               | 2013              |
| Niklaus Troxler               | Svizzera               | 1989              |
| Paula Troxler                 | -                      | 2014              |
| George Tscherny               | Stati Uniti            | 1965              |
| Barrie Tucker                 | Australia              | 1979              |
| Richard James Turley          | Stati Uniti            | 2013              |
| Alice Twemlow                 | Stati Uniti            | 2013              |
| Mehmet Ali Türkmen            | Turchia                | 2009              |
| Andreas Uebele                | Germania               | 2007              |
| Ryosuke Uehara                | Giappone               | 2013              |
| Arne Ungermann                | Danimarca              | 1952              |
| Maciej Urbaniec               | Polonia                | 1974              |
| Rick Valicenti                | Stati Uniti            | 1998              |
| Julien Vallée                 | Canada                 | 2013              |
| Richard van der Laken         | Paesi Bassi            | 2012              |
| Jelle Van der Toorn Vrijthoff | Paesi Bassi            | 1978              |
| Bob van Dijk                  | Paesi Bassi            | 2006              |
| Jan Van Toorn                 | Paesi Bassi            | 1972              |
| Michael Vanderbyl             | Stati Uniti            | 1986              |
| Yarom Vardimon                | Israele                | 1982              |
| Mihaly Varga                  | Svizzera               | 1999              |
| Kyösti Varis                  | Finlandia              | 1974              |
| Clément Vauchez               | -                      | 2014              |
| Jukka Veistola                | Finlandia              | 1975              |
| Tomàs Vellvé                  | Spagna                 | 1967              |
| Pier Paolo Vetta              | Italia                 | 2003              |
| Massimo Vignelli              | Stati Uniti            | 1965              |
| Bernard Villemot              | Francia                | 1952              |
| Jonas Vögeli                  | Svizzera               | 2010              |
| Douglas Wadden                | Stati Uniti            | 1998              |
| Henning Wagenbreth            | Germania               | 2002              |
| Heinz Waibl                   | Italia                 | 1976              |
| Garth Walker                  | Sud Africa             | 2002              |
| Min Wang                      | Cina                   | 2004              |
| Xu Wang                       | Cina                   | 2000              |
| Yue Fei Wang                  | Cina                   | 2002              |
| Teeranop Wangsillapakun       | Thailandia             | 2016              |
| Manuel Warosz                 | Francia                | 2012              |
| Russell Warren-Fisher         | Regno Unito            | 2004              |
| Kurt Weidemann                | Germania               | 1975              |
| Markus Weisbeck               | Germania               | 2011              |
| Mason Wells                   | Regno Unito            | 2011              |
| Hugo Wetli                    | Svizzera               | 1967              |
| Thomas Widdershoven           | Paesi Bassi            | 2012              |
| Jean Widmer                   | Francia                | 1976              |
| Bruno K. Wiese                | Germania               | 1974              |
| Jan Wilker                    | Stati Uniti            | 2009              |
| Marina Willer                 | Regno Unito            | 2007              |
| Scott Williams                | Regno Unito            | 2007              |
| Kurt Wirth                    | Svizzera               | 1956              |
| Benno Wissing                 | Stati Uniti            | 1966              |
| Hans Wolbers                  | Paesi Bassi            | 2002              |
| Henry Wolf                    | Stati Uniti            | 1966              |
| Demian Conrad                 | Svizzera               | 2017              |
| Robert Wong                   | Stati Uniti            | 2013              |
| Stanley Wong                  | Cina                   | 2004              |
| Martin Woodtli                | Svizzera               | 2000              |
| Yong Wu                       | Cina                   | 2012              |
| Richard Saul Wurman           | Stati Uniti            | 1986              |
| Lance Wyman                   | Stati Uniti            | 2013              |
| Tamotsu Yagi                  | Stati Uniti            | 1990              |
| Ryuichi Yamashiro             | Giappone               | 1966              |
| Bingnan Yu                    | Cina                   | 1992              |
| Garson Yu                     | Stati Uniti            | 2006              |
| Lu Yu                         | Cina                   | 2004              |
| Hermann Zapf                  | Germania               | 1980              |
| Catherine Zask                | Francia                | 1997              |
| Mark Zeugin                   | Svizzera               | 1967              |
| Jian Zhao                     | Cina                   | 2004              |
| Qing Zhao                     | China                  | 2010              |
| Liu Zhizhi                    | Cina                   | 2010              |
| Zdenek Ziegler                | Repubblica Ceca        | 1981              |
| Jorg Zintzmeyer               | Svizzera               | 1997              |
| Pepijn Zurburg                | Paesi Bassi            | 2012              |
| Michiel Schuurman             | Paesi Bassi            | 2018              |
| Hansje van Halem              | Paesi Bassi            | 2017              |